# Loisy (Saône-et-Loire)
Loisy ist eine französische Gemeinde im Département Saône-et-Loire in der Region Bourgogne-Franche-Comté. Sie gehört zum Arrondissement Louhans und zum Kanton Cuiseaux. Die Gemeinde hat 686 Einwohner (Stand 1. Januar 2022), sie werden Loisytais, resp. Loisytaises genannt.

## Geografie

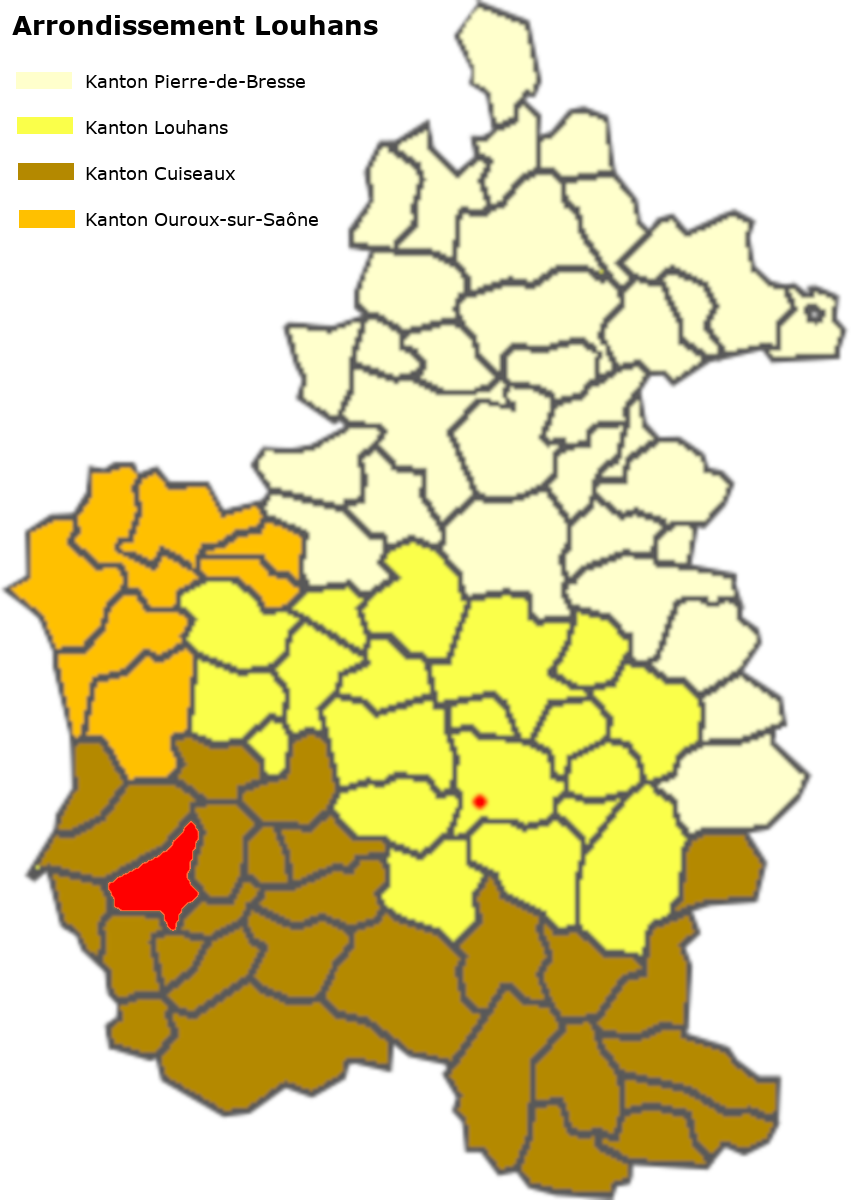
Lage der Gemeinde im Arrondissement Louhans

Die Gemeinde liegt in der Landschaft Bresse im Südwesten des Arrondissement Louhans. Der Bourg liegt auf einer Anhöhe, rund 40 m über der Seille, welche die südwestliche Gemeindegrenze bildet. Ein Stück der nordöstlichen Gemeindegrenze bildet der Ruisseau du Moulin du Roi, das westliche Gemeindegebiet entwässert der Bief du Moulin Richy nach Westen in die Saône. Das nördliche Gemeindegebiet ist stark bewaldet mit Laubwald, dazu findet sich im nördlichsten Teil des Gemeindegebietes ein Nadelwaldgebiet von nahezu einem Quadratkilometer Ausdehnung. Durch den südlichen Teil der Gemeinde führt die Departementsstraße (Cuisery–Huilly-sur-Seille) hauptsächlich in West-Ost-Richtung, mit einem Bogen nach Norden vor dem Übergang nach Huilly. Das westliche Gemeindegebiet wird von der Departementsstraße D933 durchzogen. Dabei handelt es sich ursprünglich um eine Römerstraße, die Chalon-sur-Saône mit Bourg-en-Bresse verband. Auf dem Gemeindegebiet liegt kein Übergang oder Brücke über die Seille. Zur Gemeinde gehören die folgenden Weiler und Fluren: les Ballots, le Bouchet, les Boulets, Bruyères-de-la-Fay, le Châtelet, la Condemine, la Crotte, la Fay, Grandmont, Grand-Quartier, Grange-Gaulle, la Grelay, le Jub, Moiroux, la Motte-Grenier, le Moulin, Niorde, la Noue, Plainchamp, Regnaud, le Roupoix, Votentenay.

### Klima
Das Klima in Loisy ist warm und gemäßigt. Es gibt das ganze Jahr über deutliche Niederschläge, selbst der trockenste Monat weist noch hohe Niederschlagsmengen auf. Die Klassifikation des Klimas nach Köppen und Geiger ist Cfb ((Gemäßigtes) Ozeanklima). Die Temperatur liegt im Jahresdurchschnitt bei 12,0 °C. Der wärmste Monat ist der Juli mit einer Durchschnittstemperatur von 21,1 °C, der kälteste der Januar mit 3,3 °C. Über ein Jahr verteilt summieren sich die Niederschläge auf 1121 mm, dabei ist der November mit 118 mm der niederschlagsreichste, während März als trockenster Monat 77 mm aufweist. Über das ganze Jahr werden etwa 2756 Sonnenstunden gezählt.
|                        | Jan | Feb | Mär  | Apr  | Mai  | Jun  | Jul  | Aug  | Sep  | Okt  | Nov  | Dez |   |      |
| Mittl. Temperatur (°C) | 3,3 | 4,0 | 7,5  | 11,2 | 15,0 | 19,1 | 21,1 | 20,7 | 17,0 | 12,9 | 7,4  | 4,1 | ⌀ | 12   |
| Mittl. Tagesmax. (°C)  | 6,3 | 7,7 | 12,0 | 15,7 | 19,4 | 23,8 | 25,8 | 25,5 | 21,4 | 16,9 | 10,5 | 6,9 | ⌀ | 16   |
| Mittl. Tagesmin. (°C)  | 0,7 | 0,6 | 3,2  | 6,4  | 10,3 | 14,2 | 16,2 | 15,9 | 12,8 | 9,3  | 4,5  | 1,5 | ⌀ | 8    |
|                        |     |     |      |      |      |      |      |      |      |      |      |     |   |      |
| Niederschlag (mm)      | 94  | 79  | 77   | 93   | 99   | 83   | 82   | 88   | 99   | 109  | 118  | 100 | Σ | 1121 |

| 0,7 |

| 0,6 |

| 3,2 |

| 6,4 |

| 10,3 |

| 14,2 |

| 16,2 |

| 15,9 |

| 12,8 |

| 9,3 |

| 4,5 |

| 1,5 |

| 0,7 |

| 0,6 |

| 3,2 |

| 6,4 |

| 10,3 |

| 14,2 |

| 16,2 |

| 15,9 |

| 12,8 |

| 9,3 |

| 4,5 |

| 1,5 |

## Toponymie
Erstmals erwähnt wird Loisy 950 in den Akten des Klosters Cluny als Castrum Loziaci, gegen 1015 erfolgt ein Eintrag In Cabilonensi pago… aecclesiam… in honore Sancti-Martini dicatam… in villa quae Lausiacum vocatur (deutsch: Im Gebiet von Chalon… eine Kirche… geweiht dem Heiligen Martin… im Ort, der Lausiacum genannt wird). Aufgrund dieser Nennungen kann davon ausgegangen werden, dass die Besiedlung auf gallo-römischer Zeit zurückgeht, indem ein Lausius dort siedelte. Zusammen mit dem Possessivsuffix -acum wurde sein Besitz zu Lausiacum. Zudem wird offensichtlich, dass bereits Mitte des 10. Jahrhunderts eine Burg (Castrum) bestand und zu Beginn des 11. Jahrhunderts eine Kirche, die dem Heiligen Martin geweiht war.

## Geschichte
Im Westen streift die Departementsstraße D933 die Gemeinde, in dieser Gegend wurden römische Grabhügel gefunden. Im Weiteren bestand zu römischer Zeit ein befestigter Posten zur Überwachung des Schiffsverkehrs auf der Seille, im 11. Jahrhundert eine Zollstation für die Kontrolle des Salzes aus dem Revermont.
In Loisy befand sich seit dem 12. Jahrhundert ein Schloss, das Hugues de Brancion 1150 erbauen ließ. Es stand auf einer Anhöhe über der Seille mit einer bemerkenswerten Weitsicht. Das Schloss gelangte in den Besitz der Familie de Loisy, einer der angesehensten Familien der Gegend. Joubert de Loisy war Kanoniker in Saint-Vincent in Chalon-sur-Saône und stiftete seiner Kirche 1268 Güter aus seinem Eigentum. Die de Vienne, ihre Lehensherren, ließen in Loisy eine Zollstation an der Seille erstellen. Dennoch huldigten die de Loisy dem Abt von Tournus. Die Baronie von Loisy umfasste außer Loisy noch Molaise, Le Thielley und Savigny-sur-Seille, ferner Granod und Diconne. 1533 begann Antoine de Loisy Teile seiner Baronie zu verkaufen und nach und nach wurde das Schloss von anderen Familien bewohnt. Philibert Quarré erwarb 1556 einen Teil der Herrschaft. 1575 erwarb Jean Massol, Bürger von Beaune und Präsident der Chambre des comptes, die Herrschaft Loisy. 1605 gelangte sie an Antoine Bretagne, Conseiller am Parlement von Dijon, anschließend 1650 an Pierre de Bretagne, erster Präsident des Parlement von Metz und an Marquis de Frouley de Tessé, Lieutenant Général, 1679 an Claude Boucher, Intendant für Burgund, und an Claude de la Michaudière, Conseiller am Parlement von Paris. 1748 gelangte Loisy durch Heirat an den Marquis de Bourbonne, der über den Ruinen des alten Schlosses ein neues erbauen ließ. Die Herrschaft gelangte 1761 an seinen Sohn, Marc-Antoine-Bernard-Claude Chartraire de Bourbonne, durch die Heirat von Reine-Claude Chartraire de Bourbonne an Paul-Albert, Graf von Avaut, der damit Marquis de Bourbonne, Baron von Loisy, Herr von Noiry, Huilly, La Frette, Saint-André wurde und als Wappen auf Rot einen goldenen Turm trug, der Grundlage des heutigen Gemeindewappens.

### Die Herren von Loisy
Hugues de Brancion, Sohn des Ulric de Brancion, Herr von Montpont, ließ 1150 in Loisy über der Seille ein Schloss erbauen. Später wurde dieses von einer Familie bewohnt, die sich nach dem Ort nannte, de Loisy-sur-Seille. Die de Vienne hielten das Afterlehen damals noch von  
den Benediktinern von Tournus. Sie führten einen Wegzoll für die Seille ein. Die Baronie von Loisy umfasste 1533 Loisy, Molaise, Savigny-sur-Seille, Grannod und Diconne. Um diese Zeit begann der Besitz auseinander zu fallen. 
Die Töchter Claude und Renée de Loisy heirateten Herren de Thilet de Saint-Martin. Philibert Quarré war einer der Erwerber, ihm folgte 1575 Jean Massol, Präsident der Rechnungskammer, per Dekret als Käufer des Lehens. 1605 gehörte es Antoine de Bretagne, 1650 ging es an Pierre de Bretagne, dann an Marquis de Frouley de Tessé, 1679 an Claude Boucher, Erwerber per Dekret. Ihm folgten Claude de la Michaudière und durch Heirat einer Erbin 1748 Marquis de Bourbonne. Es folgte Jean-François-Gabriel-Bénigne Chartraire, der ein neues Schloss auf den Ruinen des alten bauen ließ. 1761 folgte der Sohn Marc-Antoine-Bernard-Claude Chartraire de Bourbonne. Durch die Heirat seiner Tochter Reine-Claude Chartraire de Bourbonne mit Paul Albert, Comte d'Avaut, wurde dieser auch Baron von Loisy, Herr von Noiry, Huilly, La Frette und Saint-André.
Mit der Französischen Revolution 1789 wurden die Vorrechte des Adels abgeschafft, sie behielten lediglich noch ihre Titel.

### Heraldik
Die Gemeinde verwendet seit 28. März 1994 das Wappen, das auf Paul-Albert, Marquis von Avaux zurückgeht. Blasonierung: In Rot ein goldener, fünffach bezinnter Turm mit offener Tür, im Schildfuss ein silberner Balken. Der Turm geht möglicherweise auf das neuerbaute Schloss zurück, das silberne Band soll die Seille repräsentieren. Aufgrund der heraldischen Farbregel darf jedoch auf rotem Hintergrund kein blaues Band erscheinen, das den Fluss besser darstellen würde. Allerdings wurde der Turm bereits von den de Bourbonne verwendet, jedoch ohne Wellenband. Durch Heirat ging der Besitz an d'Avaux über. In anderen Blasonierungen wird auch von einem Wellenbalken gesprochen. Das Wappen erscheint als Skulptur und Zeichnungen.
Anzumerken bleibt, dass die Gemeinde auf ihrer Homepage das richtige Wappen verwendet, nämlich mit dem fünffach bezinnten Turm mit offener Tür, nicht wie dasjenige in der Infobox dieser Seite.

## Bevölkerung
| Loisy: Einwohnerzahlen von 1793 bis 2020 | Loisy: Einwohnerzahlen von 1793 bis 2020 | Loisy: Einwohnerzahlen von 1793 bis 2020 | Loisy: Einwohnerzahlen von 1793 bis 2020 | Loisy: Einwohnerzahlen von 1793 bis 2020 |
| --- | ---------------------------------------- | ---------------------------------------- | ---------------------------------------- | ---------------------------------------- |
| Jahr |                                          |                                          |                                          | Einwohner                                |
| 1793 | 1793                                     |                                          | 887                                      | 887                                      |
| 1800 | 1800                                     |                                          | 1.042                                    | 1.042                                    |
| 1806 | 1806                                     |                                          | 1.031                                    | 1.031                                    |
| 1821 | 1821                                     |                                          | 1.058                                    | 1.058                                    |
| 1831 | 1831                                     |                                          | 1.122                                    | 1.122                                    |
| 1836 | 1836                                     |                                          | 1.100                                    | 1.100                                    |
| 1841 | 1841                                     |                                          | 1.089                                    | 1.089                                    |
| 1846 | 1846                                     |                                          | 1.113                                    | 1.113                                    |
| 1851 | 1851                                     |                                          | 1.136                                    | 1.136                                    |
| 1856 | 1856                                     |                                          | 1.100                                    | 1.100                                    |
| 1861 | 1861                                     |                                          | 1.125                                    | 1.125                                    |
| 1866 | 1866                                     |                                          | 1.083                                    | 1.083                                    |
| 1872 | 1872                                     |                                          | 1.148                                    | 1.148                                    |
| 1876 | 1876                                     |                                          | 1.176                                    | 1.176                                    |
| 1881 | 1881                                     |                                          | 1.089                                    | 1.089                                    |
| 1886 | 1886                                     |                                          | 1.082                                    | 1.082                                    |
| 1891 | 1891                                     |                                          | 1.055                                    | 1.055                                    |
| 1896 | 1896                                     |                                          | 1.023                                    | 1.023                                    |
| 1901 | 1901                                     |                                          | 1.020                                    | 1.020                                    |
| 1906 | 1906                                     |                                          | 1.041                                    | 1.041                                    |
| 1911 | 1911                                     |                                          | 1.014                                    | 1.014                                    |
| 1921 | 1921                                     |                                          | 880                                      | 880                                      |
| 1926 | 1926                                     |                                          | 824                                      | 824                                      |
| 1931 | 1931                                     |                                          | 808                                      | 808                                      |
| 1936 | 1936                                     |                                          | 783                                      | 783                                      |
| 1946 | 1946                                     |                                          | 715                                      | 715                                      |
| 1954 | 1954                                     |                                          | 659                                      | 659                                      |
| 1962 | 1962                                     |                                          | 644                                      | 644                                      |
| 1968 | 1968                                     |                                          | 590                                      | 590                                      |
| 1975 | 1975                                     |                                          | 523                                      | 523                                      |
| 1982 | 1982                                     |                                          | 505                                      | 505                                      |
| 1990 | 1990                                     |                                          | 489                                      | 489                                      |
| 1999 | 1999                                     |                                          | 530                                      | 530                                      |
| 2009 | 2009                                     |                                          | 574                                      | 574                                      |
| 2014 | 2014                                     |                                          | 629                                      | 629                                      |
| 2020 | 2020                                     |                                          | 671                                      | 671                                      |
| Quelle(n): EHESS/Cassini bis 2006, ab 2009 INSEE Anmerkung(en): • Ab 1962 offizielle Zahlen ohne Einwohner mit Zweitwohnsitz • Höchste Einwohnerzahl 1876 mit 1176, tiefste Einwohnerzahl 1990 mit 489 (41,6 % vom Maximum) |                                          |                                          |                                          |                                          |

| Bevölkerungsstruktur | Anzahl Einwohner | männlich | weiblich | davon Ausländer | Anteil % |
| -------------------- | ---------------- | -------- | -------- | --------------- | -------- |
|                      | 678              | 340      | 338      | 16              | 2,4      |

| Männer | Alterstufe | Frauen |
| ------ | ---------- | ------ |
| 3      | 90 + älter | 4      |
| 25     | 75–89      | 34     |
| 76     | 60–74      | 65     |
| 73     | 45–59      | 76     |
| 68     | 30–44      | 67     |
| 35     | 15–29      | 31     |
| 60     | 0–14       | 62     |

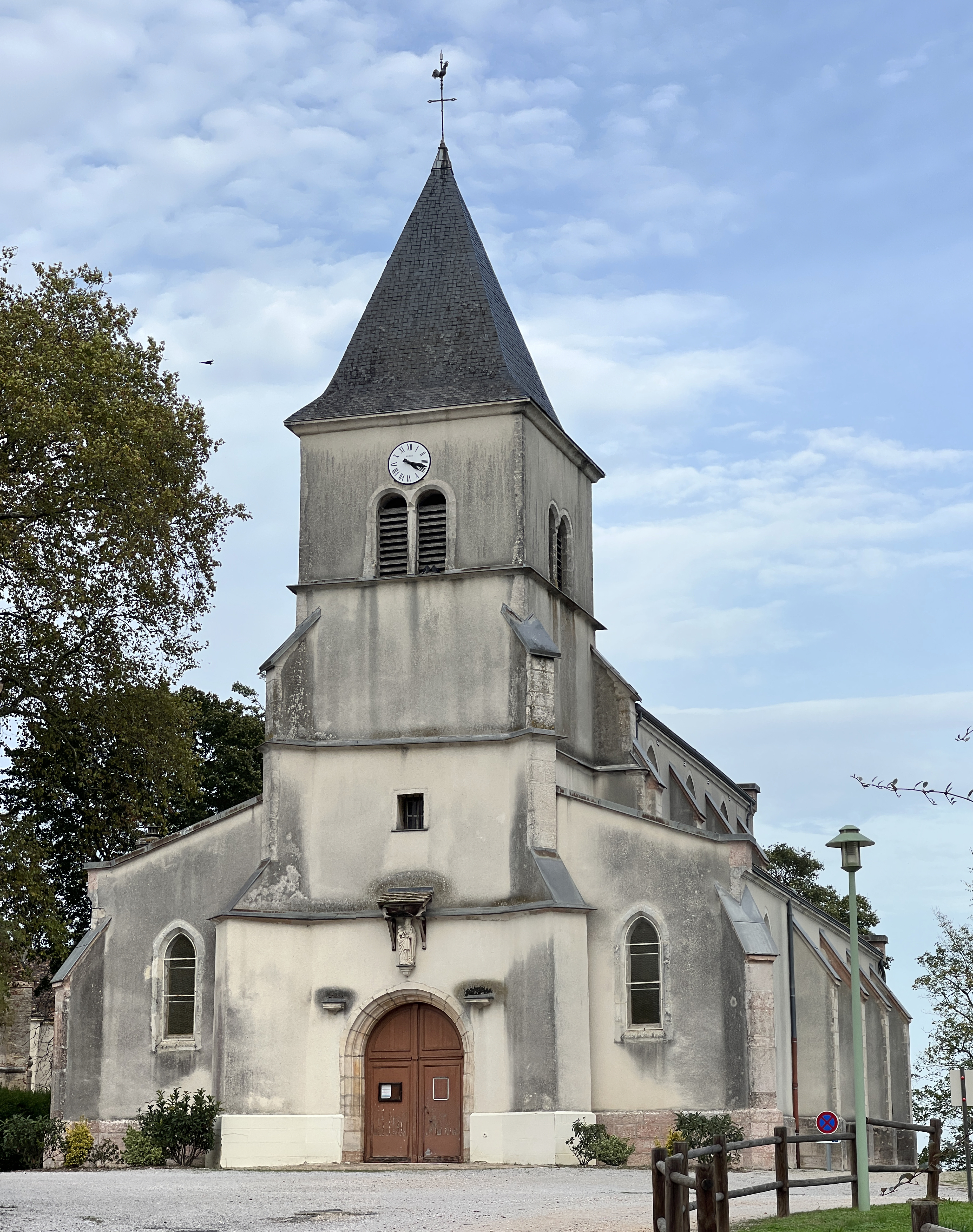
Kirche Saint-Martin in Loisy

Die Bevölkerungsstruktur zwischen Männern und Frauen ist ausgeglichen, wobei 48 % der Bevölkerung jünger als 45 Jahre sind. Dabei macht die Gruppe der unter 15-Jährigen allein 18 % der Bevölkerung aus. Demgegenüber sind 31 % der Einwohner älter als 60 Jahre und damit im Rentenalter. Diese Struktur dürfte auf die Tatsache zurückzuführen sein, dass seit 1999 dank einer regen Bautätigkeit die Wohneinheiten um 28 % zugenommen haben. Dadurch dürfte ein starker Zuzug von jungen Familien mit Kindern erfolgt sein.
| Wohnstruktur               | Anzahl Wohneinheiten | davon Häuser | Wohnungen | sonstige |
| -------------------------- | -------------------- | ------------ | --------- | -------- |
|                            | 357                  | 345          | 11        | 1        |
| davon Hauptwohnsitz        | 285                  |              |           |          |
| Zweit- oder Ferienwohnsitz | 41                   |              |           |          |
| vakant                     | 31                   |              |           |          |

## Wirtschaft und Infrastruktur

### Unternehmen, Betriebe, Ladengeschäfte und Einrichtungen
In der Gemeinde befinden sich nebst der Mairie und Kirche folgende Unternehmen nach Branchen:
| Branche                                                           | Anzahl Betriebe |
| ----------------------------------------------------------------- | --------------- |
| Industrie und verarbeitendes Gewerbe                              | 7               |
| Baugewerbe                                                        | 5               |
| Groß- und Einzelhandel, Verkehr, Beherbergung und Gastronomie     | 11              |
| Information und Kommunikation                                     | 1               |
| Finanz- und Versicherungsdienstleistungen                         | 1               |
| Grundstücks- und Wohnungswesen                                    | 1               |
| Freiberufliche, wissenschaftliche und technische Dienstleistungen | 9               |
| Öffentliche Verwaltung, Unterricht, Gesundheits- und Sozialwesen  | 5               |
| Sonstige Dienstleistungen                                         | 3               |
| Land- und Forstwirtschaftsbetriebe                                | 9               |

In der Gemeinde befinden sich ein Bauhandwerksbetrieb, eine Schreinerei/Zimmerei und ein Installateur. Im Ort hat sich ein Psychologe mit seiner Praxis niedergelassen, ferner besteht ein Mehrzwecksaal, ein Taxiunternehmen, ein Restaurant und eine Post. Mit den Gütern des täglichen Bedarfs versorgen sich die Einwohner weitgehend in Cuisery und in Tournus.

### Geschützte Produkte in der Gemeinde
Als AOC-Produkte sind in Loisy Crème et beurre de Bresse zugelassen, ferner Volaille de Bresse und Dinde de Bresse.

### Bildungseinrichtungen
In der Gemeinde besteht eine École primaire (École maternelle und École élémentaire), die der Académie de Dijon untersteht und von 45 Schülern besucht wird. Für die Schule gilt der Ferienplan der Zone A.

## Kultur und Sehenswürdigkeiten
- Martinskirche von Loisy mit Chor aus dem 15. Jahrhundert. Kurzbeschrieb und Bilder bei: Pfarrei Johannes der Täufer[22] oder Pastorale Tourisme & Loisirs[23]

## Volkskundliches
Man erzählt sich, dass Napoleon Bonaparte 1814 eine seiner Hofdamen, Dame d'Avaux, ins Schloss Loisy verbannt habe, nachdem sie bei ihm in Ungnade gefallen war. Der Empereur hatte ihr einen Korb mit Orangen gereicht und sie gefragt: «Aimez-vous l'orange, madame ? (Lieben Sie Orangen, Madame?)» worauf ihre Antwort war: «Oui, Sire, mais je n'aime pas l’écorce. (Ja, Sire, aber ich liebe die Schale nicht)». Das scheint nicht verfänglich zu sein, aber l’écorce [lekɔʁs] tönt wie les Corses, die Korsen, und Napoleon war bekanntlich ein Korse.